# Kyle Prandi
Kyle Prandi (Cleveland, 19 de junio de 1979) es un deportista estadounidense que compitió en saltos de plataforma. Ganó una medalla de bronce en los Juegos Panamericanos de 2003, en la prueba sincronizada.

## Palmarés internacional
| Juegos Panamericanos | Juegos Panamericanos            | Juegos Panamericanos | Juegos Panamericanos   |
| Año                  | Lugar                           | Medalla              | Prueba                 |
| -------------------- | ------------------------------- | -------------------- | ---------------------- |
| 2003                 | Santo Domingo (Rep. Dominicana) | Medalla de bronce    | Plataforma 10 m sincro |